# Franz Xaver Haberl
Franz Xaver Haberl, né à Oberellenbach le 12 avril 1840 et mort à Ratisbonne le 5 septembre 1910, est un prêtre catholique bavarois, musicologue et organiste. Ce fut un expert de la musique polyphonique sacrée du XIVe siècle, du XVe siècle, du XVIe siècle et du XVIIe siècle. Il était à l'avant-garde du mouvement cécilien. 

## Biographie
Haberl est le fils d'un enseignant d'Oberellenbach en Basse-Bavière. 
Il étudie au séminaire diocésain de Passau et est ordonné prêtre en 1862 à Munich. Pendant cette période, Haberl complète aussi la publication du quatrième volume de la Musica Divina de son défunt maître Carl Proske.
En 1867, il devient organiste de l'église Santa Maria dell'Anima de Rome et commence son activité de chercheur musicologue, et des études de musique vocale, surtout chorale. Il fait la connaissance à Rome de Franz Liszt, de Lorenzo Perosi et entre en lien avec le mouvement pour la musique sacrée sous la houlette du cardinal Bartolini.
En 1871, il est nommé maître de chapelle de la cathédrale de Ratisbonne où il fonde l'école de musique sacrée. Il publie en 1876 le Cäcilien-Kalender qui change de nom en 1886 pour Kirchenmusikalischen Jahrbuch. En 1879, il fonde la Société Palestrina et est nommé chanoine honoraire de la cathédrale de Palestrina. En 1899 il est élu au poste de président de l'Allgemeine Cäcilienverein (association générale cécilienne allemande). Il met au point pour la Société Palestrina, à partir du dixième volume, l'édition monumentale des œuvres complètes de Giovanni Pierluigi da Palestrina, jusqu'au tome XXXIII de 1894. Il publie aussi une édition des œuvres complètes d'Orlando di Lasso. 
L'université de Wurtzbourg lui confère en 1899 le titre de docteur honoris causa en théologie.

## Œuvres principales
- Magister choralis. Theoretisch praktische Anweisung zum Gregorianischen Kirchengesange nach den Grundsätzen des Enchiridion chorale und Organum von J. G. Mettenleiter für Geistliche, Organisten, Seminarien und Cantoren, bearbeitet von F. X. Haberl., Ratisbonne, 1864;
- Organum comitans ad Graduale Romanum, quod sub auspiciis sanctissimi Domini nostri Pii. PP. IX. curavit sacrorum rituum congregatio. Proprium et Commune Sanctorum necnon festa pro aliquibus locis transposita et harmonice ornata, Ratisbonne, 1875;
- Angelo Bertalotti's fünfzig zweistimmige Solfeggien, Ratisbonne, 1881;
- Wilhelm du Fay, Leipzig, 1885;
- Repertorium Musicae Sacrae ex auctoribus saeculi XVI. et XVII., 1886;
- Musica Divina, sive thesaurus concentuum selectissimorum omni cultui divino totius anni, juxta ritum Sanctae Ecclesiae Catholicae inserventium, Ratisbonne, 1886;
- Die römische „schola cantorum“ und die päpstlichen Kapellsänger bis zur Mitte des 16. Jahrhunderts, Lipsia, 1888;
- Officium hebdomadae sanctae et octavae paschae / Die Feier der heiligen Char- und Osterwoche. Lateinisch und deutsch für Gebet und Gesang., Ratisbonne, 1887;
- Bibliographischer und thematischer Musikkatalog des päpstlichen Kapellarchives im Vatikan zu Rom, Lipsia, 1888;
- Psalterium vespertinum. Psalmi ad vesperas et completorium per totius anni cursum, mediationum et finalium initiis digestis ad majorem psallentium commoditatem concinnati, Ratisbonne, 1888;
- Collectio Musices Organicae ex operibus Hieronymi Frescobaldi, Leipzig, 1889;
- Organum comitans ad Vesperale Romanum, quod curavit sub auspiciis sanctissimi Domini nostri Pii PP. IX. sacrorum rituum congregatio, Ratisbonne, 1877;
- Kleines Gradual- und Meßbuch. Ein Gebet- und Betrachtungsbuch für Kirchensänger und gebildete Laien, Ratisbonne, 1892.